# Чвертник звужений
Чвертник звужений (Tetraplodon angustatus) — вид мохів порядку парасольчикальних (Splachnales).

## Поширення
Батьківщиною є Європа, Північна Америка, Азія.
Населяє гній м'ясоїдних тварин, старі кістки, гранули сови, сухі бореальні місця; від низьких до високих висот.

## Характеристика
Рослини 2–8 см, від жовто-зелених до коричневих. Листки довголанцетні, увігнуті, 3–4 × 0.5 мм; краї з великими зубцями або іноді цілі; верхівка тонко, довго-загострена. Статевий стан автоічний або дводомний. Коробочкові ніжки коричнюваті, 0.2–0.4 см. Коробочка коричнева, з віком темно-бура, яйцювато-циліндрична. Спори 9–10 мкм, гладкі. Коробочки дозрівають влітку.